# 初宿和夫
初宿 和夫（しやけ かずお、1964年〈昭和39年〉4月16日 - ）は、日本の政治家、元地方公務員。東京都八王子市長（1期）。多摩都市モノレール取締役。東京たま広域資源循環組合理事。
東京都の職員として、調布市副市長・調布市土地開発公社理事長・東京都知事補佐官・東京都福祉保健局担当局長・初代東京都感染症対策センター長・東京都人事委員会事務局長などを歴任した。

## 人物・経歴
愛知県名古屋市生まれ。
1983年、愛知県立小牧南高等学校卒業、防衛庁入庁、海上自衛隊入隊。
1988年、自衛隊を退官して東京都に入庁（東京都立大学事務局会計課）。
東京都総務局人事部人事課課長補佐を経て、2004年、東京都建設局北多摩南部建設事務所用地第三課長。
2006年、東京都教育庁学務部副参事（広報広聴担当）。2007年、東京都教育庁学務部副参事（都立高校改革担当）。2008年、東京都教育庁都立学校教育部高等学校教育課副参事（都立高校改革推進担当）。2009年、放送大学教養学部卒業。同年、東京都教育庁人事部職員課長。
2011年、東京都総務局人事部調査課長。2013年、調布市行政経営部付参事（特命担当）。同年調布市副市長、調布市土地開発公社理事長。2015年、退任、東京都総務局特命担当部長。同年東京都総務局企画担当部長兼首都大学調整担当部長兼尖閣諸島調整担当部長。
2016年、東京都教育庁都立学校教育部長。
2018年、東京都財務局経理部長兼オリンピック・パラリンピック調整担当部長。
2020年、東京都政策企画局理事（報道総括担当兼知事補佐担当（東京都知事補佐官））兼報道担当部長事務取扱。同年東京都政策企画局次長兼政策企画局理事（構造改革担当）兼東京都福祉保健局理事（新型コロナウイルス感染症対策調整担当）を経て、東京都福祉保健局健康危機管理担当局長。同年東京版CDC準備検討委員会を経て、初代東京都感染症対策センター（東京iCDC）センター長、新型コロナウイルス感染症対策分科会大都市の歓楽街における感染拡大防止対策ワーキンググループ構成員。2021年東京都人事委員会事務局長。
2023年、東京都庁を退職し、同年11月に翌2024年1月21日投開票の八王子市長選挙への立候補を表明。
選挙戦では、初宿の劣勢が情勢調査で伝えられると、推薦を受けた自由民主党・公明党の支持層を固める戦略を徹底し、小泉進次郎元環境相や高市早苗経済安全保障担当相、菅義偉前首相、小池百合子都知事らが応援に駆け付けた。さらに投開票3日前、初宿は公約に市長報酬と退職金の3割カットを取り入れ、東京維新の会の支援も得た。一方で、地元選出の萩生田光一前自民党政調会長は自民党5派閥の政治資金パーティーの裏金問題の影響で表に立つのを避けた。
投開票の結果、初宿がいずれも元東京都議会議員の滝田泰彦・両角穣ら新人4人を破り、初当選を果たした。※当日有権者数：468,256人 最終投票率：38.66%
同年東京都市町村林野振興対策協議会副会長、多摩都市モノレール取締役、八王子商工会議所顧問、東京たま広域資源循環組合理事、八王子市国民保護協議会会長、東京都都市づくり公社評議員、八王子市卓球協会名誉会長、東京多摩いのちの電話顧問、八王子市ネオテニス協会名誉会長、八王子美容組合顧問、八王子市社会福祉協議会名誉会長。
※当日有権者数：468,256人 最終投票率：38.66%（前回比：7.20pts）
| 候補者名 | 年齢 | 所属党派 | 新旧別 | 得票数       | 得票率 | 推薦・支持                                                                       |
| -------- | ---- | -------- | ------ | ------------ | ------ | -------------------------------------------------------------------------------- |
| 初宿和夫 | 59   | 無所属   | 新     | 63,838票     | 35.76% | （推薦）自由民主党、公明党 （支援）東京維新の会                                  |
| 滝田泰彦 | 41   | 無所属   | 新     | 57,193票     | 32.04% | （支持）立憲民主党、日本共産党、社会民主党、八王子・生活者ネットワーク、新社会党 |
| 両角穣   | 61   | 無所属   | 新     | 44,913票     | 25.16% |                                                                                  |
| 服部貴之 | 40   | 無所属   | 新     | 10,292.369票 | 5.77%  |                                                                                  |
| 鎌田孝之 | 58   | 無所属   | 新     | 2,276.630票  | 1.27%  |                                                                                  |